# Friedrich von Baumbach (General)
Friedrich Ludwig Christian von Baumbach, auch von Baumbach-Lenderscheid (* 29. September 1777 in Lenderscheid; † 7. Februar 1851 in Kassel) war ein Generalleutnant in der Hessen-kasselschen Armee.

## Leben

### Herkunft
Friedrich von Baumbach kam aus dem Haus Lenderscheid der zur Althessischen Ritterschaft zählenden Adelsfamilie von Baumbach, die bereits 1246 erstmals urkundlich erscheint und aus der zahlreiche Persönlichkeiten der hessischen Geschichte hervorgegangen sind. Die Lenderscheids kamen 1793 in den Besitz von Obermöllrich und 1854 wurde das Fideikommiss über das Vermögen erweitert.
Er war ein Sohn des kurhessischen Hauptmanns Franz Ludwig Eberhard von Baumbach (1753–1817) und dessen Ehefrau Wilhelmine Eleonore von Gilsa († 1784, Erbin von Siebertshausen) und wuchs mit seinen Geschwistern Ludwig (1779–1861, Politiker), Karl Friedrich (1780–1844, kurhessischer Oberst) und Wilhelm (1799–1879, Kammerherr) auf.

### Familie
Baumbach heiratete am 1. Januar 1804 Amalie Gießler (* 29. Mai 1777; † 14. Februar 1857). Das Paar hatte mehrere Kinder:
- Gustav Hans Ludwig Friedrich (* 17. November 1804; † 5. Oktober 1886), kurhessischer Major

∞ 1827 Pauline Amalie Reusch (* 23. April 1806; † 16. März 1833)
∞ 1853 Amalie Friederike Antoniette von Oeynhausen (* 14. Februar 1824; † Januar 1891)
- Cäcilie Karoline Charlotte (* 14. November 1808; † 25. November 1886) ∞ Friedrich Wilhelm Carl Emil von Lepel (1782–1855), hessischer Generalleutnant[2]
- Mathilde Karoline Sophie Amalie (* 16. Februar 1808; † 3. Dezember 1868) ∞ 1823 August von Bodenhausen († 2. Februar 1837), Rittmeister
- Eduard Haus Ludwig Philipp Karl Wilhelm (* 4. September 1814; † 19. September 1853), Landrat von Witzenhausen ∞ Sophie Blanke (* 22. November 1823; † 31. Dezember 1893)

### Wirken
Er trat 1793 in die Armee Hessen-Kassels ein und machte dort, wie viele aus dem Baumbach-Stamm, eine militärische Karriere.
Als Rittmeister im Leib-Dragoner-Regiment erhielt er am 13. Juli 1816 den Orden vom Eisernen Helm, den Kurfürst Wilhelm I. am 18. März 1814 ausschließlich für die Teilnehmer an den Befreiungskriegen gegen Frankreich gestiftet hatte.
Baumbach stieg bis zum Generalleutnant auf.